# Each Tear
"Each Tear" é um single da cantora de R&B Mary J. Blige.

## Faixas
- Italy digital download

1. "Each Tear" (with Tiziano Ferro) (Blige, Mitchum Chin, Dwayne Chin-Quee)

- Germany digital download

1. "Each Tear" (with Rea Garvey)

- German digital single

1. "Each Tear" (with Rea Garvey)
2. "I Am"

- UK / International digital download

1. "Each Tear" (with Jay Sean)

- UK digital single

1. "Each Tear" (featuring Jay Sean) (International Version)
2. "Each Tear" (Álbum Version)
3. "Each Tear" (Instrumental)